# Erytromelalgie
Erytromelalgie (Gr: 'rood-ledemaat-pijn') is een zeldzame perifere vasculaire ziekte waarbij bij een temperatuur hoger dan 35-37 °C een plaatselijke verwijding van de haarvaten ontstaat, wat aanleiding geeft tot een pijnlijke roodheid. De thermoregulatoire zweettest is een gevoelige test voor de aandoening: de aangedane gebieden zweten meestal niet of nauwelijks.
Daarnaast komt erytromelalgie ook voor bij een chronisch myeloproliferatieve aandoening van de bloedplaatjes die essentiële trombocytose wordt genoemd.
Er bestaat ook een vorm die erfelijk is (in families voorkomt), en op jongere leeftijd begint. Deze vorm wordt soms ter onderscheiding (primaire) erythermalgie genoemd. Het wordt veroorzaakt door mutaties in een bepaald ionkanaal: SCN9A in de celmembraan van zenuwcellen.